# Вулиця Патріарха Любомира Гузара (Тернопіль)
Вулиця Патріарха Любомира Гузара — вулиця в житловому масиві «Сонячний» міста Тернополя. Названа на честь єпископа УГКЦ, кардинала Любомира Гузара. До 11 липня 2022 року — вулиця Віктора Чалдаєва.

## Відомості
Розпочинається від Проспекту Злуки, пролягає на північний схід до вулиці Захисників України, де і закінчується. На вулиці розташовані багатоповерхівки.